# Totora (Sullana)
Totora es un caserío peruano ubicado en el distrito de Ignacio Escudero, perteneciente a la provincia de Sullana del departamento de Piura, al norte del Perú.

## Ubicación
Totora se ubica al oeste de la provincia de Sullana, en el distrito de Ignacio Escudero, en el departamento de Piura.

## Demografía
En 2017 Totora tenía una población de 3 habitantes.